# Mobula
Mobula is een geslacht van Chondrichthyes (Kraakbeenvissen) uit de familie van de Duivelsroggen (Mobulidae).

## Soorten
- Mobula alfredi (Krefft, 1868)
- Mobula birostris Bleeker, 1859 – Reuzenmanta
- Mobula eregoodoo Cantor, 1849
- Mobula hypostoma Bancroft, 1831
- Mobula japanica Müller & Henle, 1841
- Mobula kuhlii Müller & Henle, 1841
- Mobula mobular Bonnaterre, 1788
- Mobula munkiana Notarbartolo di Sciara, 1987
- Mobula rochebrunei Vaillant, 1879
- Mobula tarapacana Philippi, 1892
- Mobula thurstoni Lloyd, 1908